# Puggle

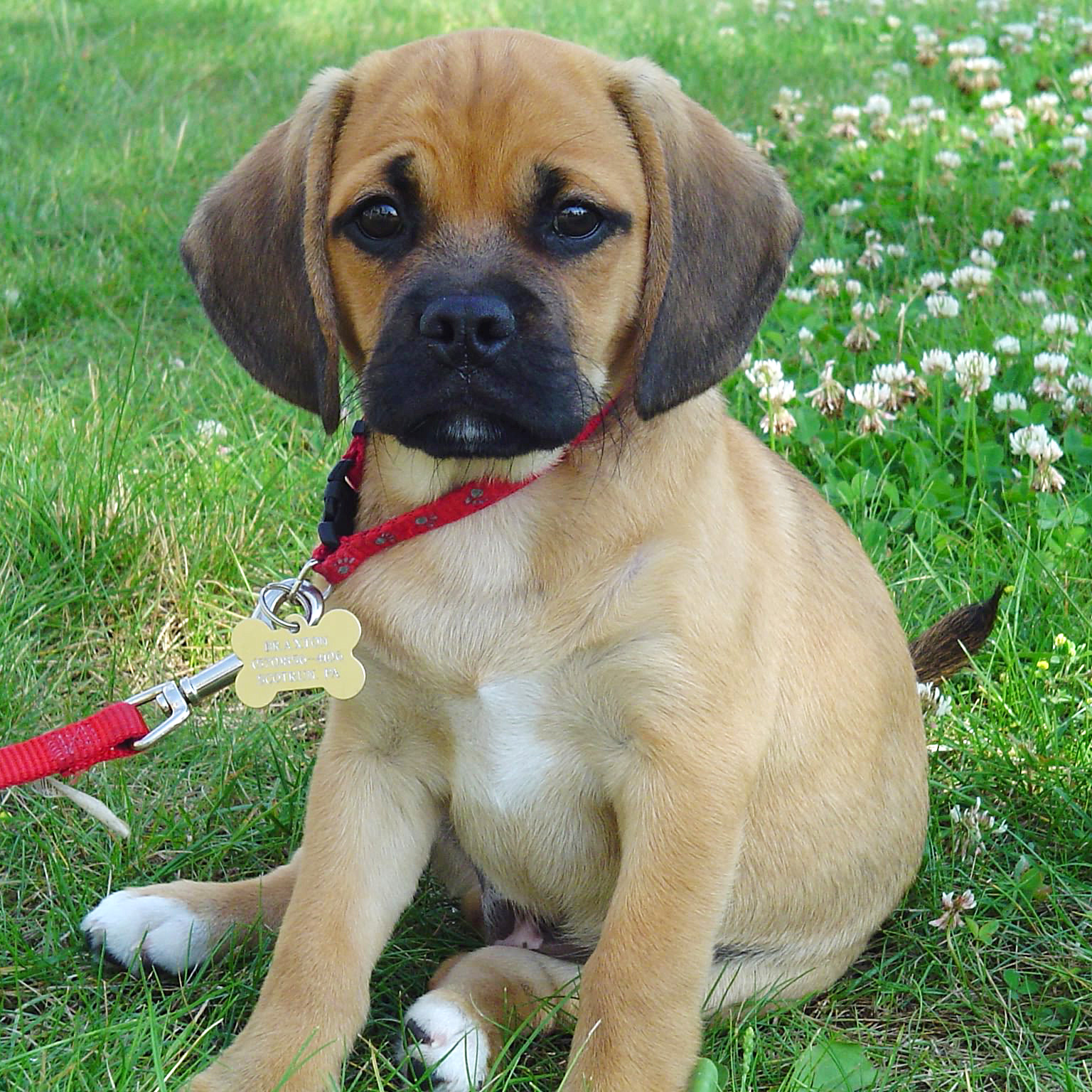
Cucciolo di puggle

Il puggle è un cane di razza mista (non riconosciuta dalla FCI), nato dall'incrocio fra un beagle e un carlino. Il nome "puggle" è una parola macedonia composto da pug ("carlino" in inglese) e beagle; fu coniato da un allevatore del Wisconsin di nome Wallace Haven, che fu anche il primo a registrare ufficialmente questo tipo di incrocio presso l'American Canine Hybrid Club, negli anni ottanta. Oggi il puggle è uno dei cani più amati dal pubblico negli Stati Uniti.

## Storia
Incroci di Puggle furono realizzati per primi nello stato del Wisconsin, dove l'allevatore Wallace Haven sperimentò varie combinazioni negli anni '80.
Egli incrociò un carlino con un beagle, ed ottenne un piccolo, vivace e robusto cucciolo. Wallace fu il primo a registrare il Puggle all'American Canine Hybrid Club, un'associazione non accreditata di registrazione delle razze incrociate. Haven ha iniziato il commercio dei puggle su larga scala nel 2000.
Proprietari famosi di Puggle comprendono Uma Thurman, Sylvester Stallone, Julianne Moore, James Gandolfini.

## Caratteristiche

### Aspetto
Il Puggle adulto arriva a pesare tra 6 e 11 kg, e l'altezza alla spalla varia fra 25 e 38 cm; il colore può variare: la maggioranza è di color marrone chiaro. Alcuni sono completamente neri, altri multicolore come quelli con un mix di marrone, nero, fulvo e bianco.

### Salute
Il puggle non è necessariamente più robusto dei suoi progenitori; infatti sia il beagle sia il carlino possono soffrire di prolasso della terza palpebra, epilessia, infezioni della cute, lussazione della rotula, problemi alla schiena ed altre patologie genetiche che possono trasmettersi ai cuccioli.
Anche se la possibilità di ereditare queste malattie può essere minimizzata attraverso un'attenta selezione dei genitori, ciò è abbastanza comune e richiede attenzione.
A causa del pelo corto sono spesso intolleranti alle basse temperature.

### Cura
Sono cani che necessitano di poche cure; solo occasionalmente necessitano di fare il bagno, tagliarsi le unghie, lavarsi i denti e pulirsi le orecchie; come il carlino, il puggle può richiedere la pulizia delle secrezioni lacrimali. Vanno spazzolati una volta a settimana per eliminare il pelo morto.

### Carattere
Sebbene non siano iperattivi, i Puggle sono cani molto vivaci, e di solito richiedono un esercizio regolare sia in forma di passeggiate regolari sia di gioco all'aperto; come i loro progenitori, possono mostrare un alto tasso di indipendenza; comunque esso tipicamente si adatta agli estranei e agli altri cani e ai nuovi ambienti abbastanza velocemente. Il Puggle hanno un buon temperamento e vi faranno affezionare rapidamente; sono affettuosi e gradiscono il contatto fisico; alcuni possono scavare buche, ululare e allontanarsi se captano odori interessanti, tratti questi ereditati dal Beagle.